# Паула Шосбергер
Паула Шосбергер (Будимпешта, 29. април 1895. - Нови Сад, 23. јануар 1942.) je педагог и редитељка популарних  представа за децу. Паула је једна од најактивнијих представница новосадске јеврејске заједнице између  два светска рата. Њена активност се пре свега огледа у образовању из педагогије.

## Биографија
Паула Шосбергер је рођена у Будимпешти у породици Феитх, која је позната по хуманитарним активностима. Она је Будимпешти осим општег образовања стекла и одлично музичко образовање. Завршила је Вишу техничку школу, смер грађевинарство и Педагошку школу, смер за предшколски узраст по Монтессоријевој методи. За време Првог светског рата радила је као медицинска сестра у помоћној војној болници у Будимпешти. За тај рад награђена је Златном значком Црвеног крста. Паула се удала за Јосипа Шосбергера и 1919. године се сели у Нови Сад. У Новом Саду је наставила даље стварање и ту је оставила незаобилазни траг. Тридесетих година 20. века је основала Јеврејско забавиште у Новом Саду. Радила је са децом по савременим педагошким методама тако да су многи родитељи хтели да у то забавиште упишу своју децу, иако нису били јеврејске националне припадности.
Као писац текстова, редитељка, костимографкиња и сценографкиња поставила је многе дечије представе, као што су:
- Сан у шуми
- Дечији конгрес
- Јадранске ноћи

Осим представа организовала је и и приредбе о друштвеном животу јеврејске новосадске заједнице изнмеђу два светска рата. Осим приредни, организовала је и концерте, изложбе, балове. Бавила се и израдом предмета од дрвета, глине и тканине.
Почетком Другог светског рата када је почео прогон Јевреја, и многа њихова предузећа су затворена и доста људи је остало без посла, основана је канцеларија у Јеврејском културном дому, на челу са Паолом Шосбергер. Канцеларија је престала  са радом у јануару 1942. године када је била рација и убијени су многи Јевреји и Срби и убијени су и Паула заједно са супругом и једним сином.
Паула је сахрањена у Новом Саду.